# Uncinia strictissima
Uncinia strictissima är en halvgräsart som först beskrevs av Georg Kükenthal, och fick sitt nu gällande namn av Donald Petrie. Uncinia strictissima ingår i släktet Uncinia och familjen halvgräs. Inga underarter finns listade i Catalogue of Life.